# Hyporheisches Interstitial
Als hyporheische Zone, hyporheisches Interstitial oder kurz Hyporheal wird das Sediment unter und neben dem Fluss, also gewissermaßen das Flussbett, verstanden. 
Der Begriff Hyporheal kommt von griech. hypo (unter) und dem Fachterminus Rheal (Lebensraum des Fließgewässers). Die hyporheische Zone ist der Übergangsbereich zwischen Flusswasser und Grundwasser. Sie ist ein wichtiger Lebens- und Rückzugsraum für Organismen, erfüllt aber auch zahlreiche andere Ökosystemfunktionen. 
Je nach Fachdisziplin gibt es ganz unterschiedliche Definitionen. In der Ökologie geht man im Allgemeinen davon aus, dass sich die hyporheische Zone knapp unter der Oberflächenschicht des Bachbettes (auch benthische Zone genannt) befindet und dass ihre Dicke typischerweise im Zentimeterbereich schwankt. In der Hydrologie und insbesondere in Modellstudien wird die hyporheische Zone als die Zone definiert, die alle Fließwege enthält, die an der Sediment-Wasser-Grenze beginnen und enden. In der Biogeochemie wird sie als eine Zone definiert, in der sich Oberflächenwasser und Grundwasser vermischen und in der mindestens ein bestimmter Prozentsatz (z. B. 10 %) des Oberflächenwassers vorhanden ist.

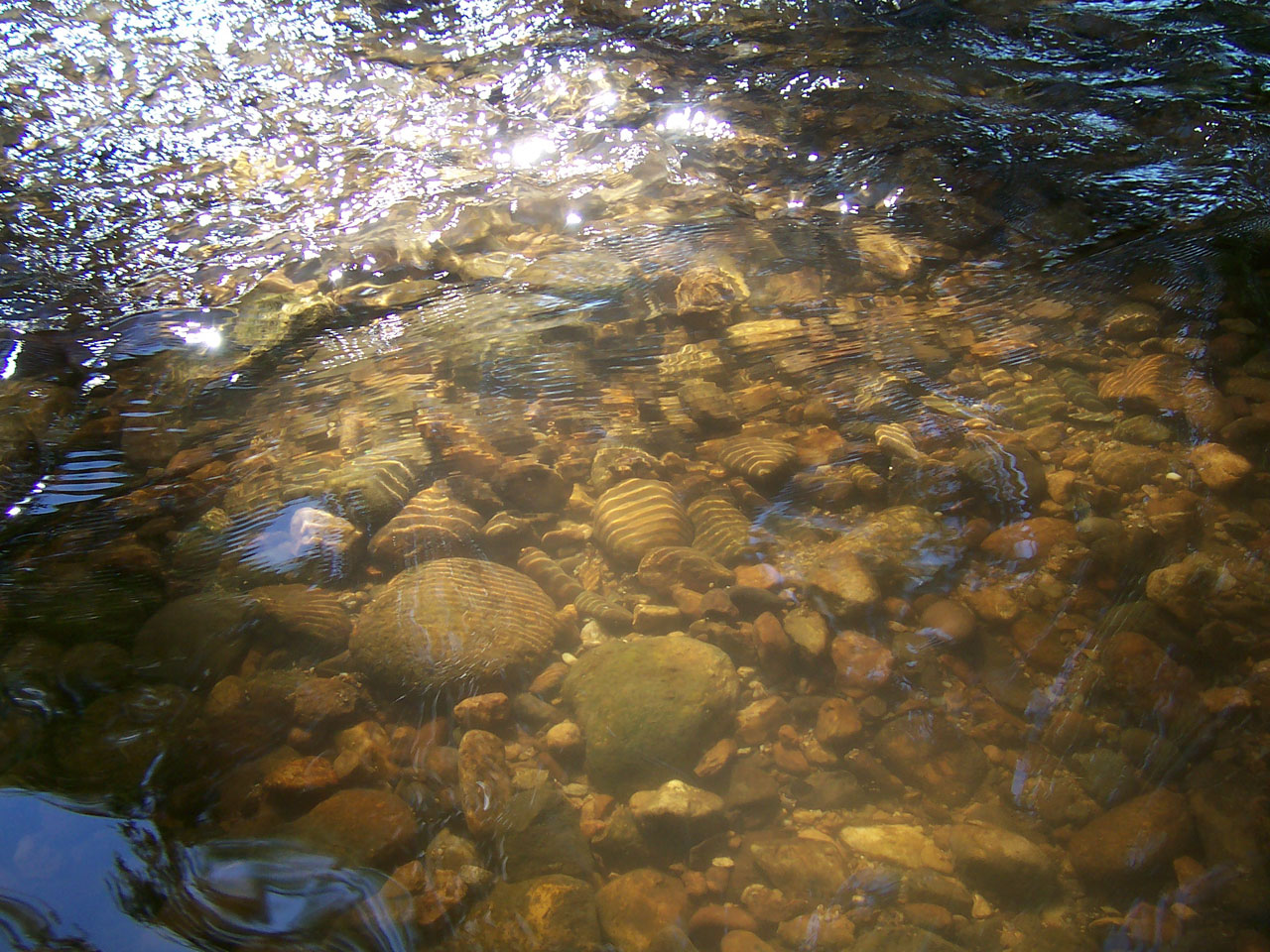
Hyporheisches Interstitial – grob- und feinkörnig geprägtes Flussbett

## Biologische Definition und Bedeutung
Der Begriff "hyporheische Zone" wurde erstmals 1955 von Orghidan auf Rumänisch vorgeschlagen, der diese Schnittstelle als ein diskretes Flussbettkompartiment beschrieb, das eine einmalige biologische Gemeinschaft beherbergt. Das hyporheische Interstitial ist danach der ökologische Lebensraum des Hohlraumsystems in dem von Fließgewässern abgelagerten Lockergestein (dem fluviatilen Sediment), das sich dicht neben oder unter dem Oberflächenwasser eines Fließgewässers befindet.
Das hyporheische Interstitial bildet, ähnlich wie Quellregionen, eine ökologische Übergangs- und Austauschzone zwischen einem Oberflächenwasser und seinem Grundwasser aus, wobei spezifische Umweltbedingungen für die Organismen herrschen. Das hyporheische Interstitial stellt für viele Organismen eines Fließgewässers einen wichtigen Lebensraum dar. Neben vielen Arten, die den Gewässerboden (Benthos) oder das Grundwasser bewohnen und gewisse Lebensphasen hier verbringen, gibt es auch Arten, die ausschließlich oder bevorzugt im hyporheischen Interstitial leben. Sie werden als „Hyporheophile“ und „Hyporheobionte“ bezeichnet. Die Besiedlung durch geeignete kleine Organismen (z. B. Rädertierchen, Süßwassermilben, Junglarven von Wasserinsekten) kann in der Tiefenausdehnung bis 70 cm unter die Gewässersohle und seitlich bis über die Uferböschung hinaus reichen.
Für manche Fischarten, sogenannte Kieslaicher wie die Forellen und Äschen, dient Kies als Laichplatz, da sich die Eier und Jungfische in den durchströmten Zwischenräumen entwickeln. Das hyporheische Interstitial hat eine wichtige Schutzfunktion für die Bewohner des Gewässerbodens. Für manche Kleinorganismen, z. B. Junglarven von Insekten oder auch Fischen kann es bei Gefahr zu einem Rückzugsort werden, wo zumindest ein Teil der Population überleben kann. Nach größeren Störungen, wie sedimentumlagernden Hochwasserereignissen, Durchzug einer Verunreinigungswelle oder aber oberirdischem Austrocknen, kann aus dem hyporheischen Interstitial eine Wiederbesiedlung des Fließgewässers erfolgen. Voraussetzung dafür ist, dass das Interstitialwasser gut durchströmt wird und eine genügend hohe Sauerstoffkonzentration aufweist.

## Hydrologische Definition und Bedeutung
Die hyporheische Zone ist der Bereich, in dem sich Oberflächenwasser in das Bach- bzw. Flussbett hinein und aus diesem heraus bewegt und gelöste Gase, Nähr- und Schadstoffe, Mikroorganismen und Partikel mit sich führt. Je nach zugrunde liegender Geologie und Topographie kann die hyporheische Zone einige Zentimeter oder mehrere Meter mächtig sein.
Die Betrachtung der hyporheischen Zone als Misch- und Speicherzone ist für die Hydrologie von Fließgewässern von wesentlicher Bedeutung. Die Aufenthaltszeit des Wassers in der hyporheischen Zone wird auch als Verweilzeit bezeichnet. Das Oberflächenwasser bewegt sich im Vergleich zum Wasser in der hyporheischen Zone mit einer viel schnelleren Geschwindigkeit. Da das Wasser aus der hyporheischen Zone verzögert wieder in den Oberflächenwasserkörper gelangt, wird die durchschnittliche Wasserverweilzeit in einem Flussabschnitt durch den Austausch mit der hyporheische Zone erhöht. Dadurch werden im Wasserkörper vorhandene Konzentrationsschwankungen verzögert und abgeschwächt.
Der Austausch zwischen Oberflächenwasser und hyporheischer Zone wird durch unterschiedliche Dinge verursacht: Hindernisse im Fluss wie Totholz führen dazu, dass ein Teil des Wassers in die hyporheische Zone infiltriert und so das Hindernis unterströmt. Sedimentstrukturen, sogenannte Rippel (kleine Dünen mit cm bis dm Abmessungen), die sich in vielen Gewässern an der Sedimentoberfläche bilden, führen zur Infiltration von Oberflächenwasser in die hyporheische Zone. Großskalig gibt es Pool-Rausche Sequenzen (m bis 100 m), die den gleichen Effekt haben. Flussmäander können ebenfalls zu einer Infiltration von Oberflächenwasser führen. Auch Gradienten zwischen Grundwasser und Fluss können zur In- und Exfiltration führen.

## Biogeochemische Definition und Bedeutung
Die hyporheische Zone ist die Übergangszone zwischen dem Oberflächenwasser und dem Untergrund: Dort mischen sich Oberflächenwasser und Grundwasser. Aus biogeochemischer Sicht ist das Grundwasser oft arm an gelöstem Sauerstoff, führt aber gelöste Nährstoffe mit sich. Umgekehrt enthält das Oberflächenwasser mehr gelösten Sauerstoff und weniger Nährstoffe. Dadurch entsteht ein biogeochemischer Gradient in der Übergangszone und es findet Stoffumsatz statt. Häufig wird die hyporheische Zone von heterotrophen Mikroorganismen dominiert, die die an dieser Grenzfläche ausgetauschten gelösten Stoffe verarbeiten.

## Ökosystemdienstleistungen
Die hyporheische Zone stellt wichtige Ökosystemdienstleistungen bereit. Zunächst einmal ist sie Lebens- und Rückzugsraum für aquatische Organismen. Sie spielt aber auch eine wichtige Rolle als Filter und entfernt Partikel aus dem Oberflächenwasser, u. a. auch Mikroplastik. Eine weitere Ökosystemdienstleistung der hyporheischen Zone ist der Rückhalt und Abbau von Nähr- und Schadstoffen. Damit leistet sie einen wichtigen Beitrag zur sogenannten Selbstreinigung von Fließgewässern, die überwiegend in der hyporheischen Zone und nur zu einem kleinen Teil im Freiwasser stattfindet. Manche Autoren bezeichnen die hyporheische Zone auch als hydrodynamisch angetriebenen Bioreaktor, weil in dieser Übergangszone deutlich mehr Umsatz erfolgt als in dem darüber liegenden Wasserkörper und dem darunter befindlichen Grundwasserleiter.

## Bedrohung durch Feinsedimente
Das hyporheische Interstitial ist durch die zunehmende Feinsedimentfracht vieler Gewässer bedroht, die vor allem durch Erosion infolge wasserbaulicher Maßnahmen eingetragen wird. Diese Sedimentfracht kann sich in begradigten Fließgewässern nicht mehr in Still- oder Kehrwasserzonen oder bei Hochwasser im Flussauenbereich absetzen. Durch Sedimentation und Ablagerungen von Sand oder Schlamm am Gewässergrund kommt es dann zu einer Verstopfung der Lücken des Hyporheischen Interstitials, die als Kolmation bezeichnet wird. Wegen seiner wichtigen Bedeutung als Lebensraum von Kleintieren und „Kinderstube“ für viele Flussfische kann dies starke Auswirkungen auf die Gewässerökologie insgesamt und insbesondere den Erfolg der Wiederansiedelung von Wanderfischen wie Lachs und Meerforelle haben.